# Swing Time Records
Swing Time Records est une label discographique indépendant américain, anciennement basé à Los Angeles, en Californie, actif entre 1947 et 1953.

## Histoire
Swing Time Records est fondé en 1947 à Los Angeles, à l'origine sous le nom de Down Beat Records, par Jack Lauderdale, et produit des disques de blues et de rhythm and blues. L'entreprise est rebaptisée Swing Beat Records avant de prendre son nom définitif de Swing Time aux alentours de mars 1950. Le label a également eu une filiale, Flame Records.
En 1953, Lauderdale décide de déménager son activité à Chicago. Les départs subséquents de Lowell Fulson et de Lloyd Glenn mettent rapidement fin à l'activité de Swing Time. La société fait faillite en 1953 mais continue de sortir des singles jusqu'en février 1954.
Plusieurs enregistrements de Swing Time (c'est-à-dire tous les singles de vacances) sont donnés en location permanente à Hollywood Records.

## Groupes et artistes
Malgré une existence courte, le label est important par les groupes et artistes présents dont : Lowell Fulson, Ray Charles, Pete Johnson, Lucky Thompson, Lloyd Glenn, Jimmy McCracklin, et Duke Henderson.